# Anopsicus debora
Anopsicus debora is een spinnensoort uit de familie trilspinnen (Pholcidae). De soort komt voor in Mexico. 